# Шарлот Рамплинг
Тесса Шарлот Рамплинг (на английски: Charlotte Rampling) е английска актриса и модел, номинирана за Сезар.

## Филмография
- 1966 – Момичето Джорджи (Georgy Girl)
- 1971 – Henry VIII and His Six Wives
- 1974 – Il portiere di notte
- 1974 – Зардоз (Zardoz)
- 1975 – Сбогом, моя красавице (Farewell My Lovely)
- 1976 – Sherlock Holmes in New York
- 1977 – Orca
- 1980 – Stardust Memories
- 1982 – The Verdict
- 1985 – On ne meurt deux que fois
- 1987 – Ангелско сърце (Angel Heart)
- 2000 – Под пясъҝа (Sous le sable)
- 2003 – Swimming Pool
- 2005 – Lemming
- 2006 – Първичен инстинкт 2 (Basic Instinct 2)
- 2007 – Angel
- 2008 – Мисия Вавилон (Babylon AD)
- 2008 – The Duchess
- 2010 – Never Let Me Go
- 2011 – Melancholia
- 2013 – Jeune et Jolie
- 2015 – 45 години (45 Years)
- 2016 – Assassin's Creed (Assassin's Creed)
- 2021 – Дюн (Dune) – Гайъс Хелън Мохайъм
- 2024 – Дюн: Част втора (Dune: Part Two) – Гайъс Хелън Мохайъм